# 東林觀山寨遺址
東林觀山寨遺址位於四川省瀘州市瀘縣，文物遺址年代判定為明。2012年7月16日公佈為第八批四川省文物保護單位。
東林觀山寨遺址位於四川省瀘縣百和鎮東林觀村3組東林觀山丘頂，建於明代，面積約115370平方公尺。平面略呈橢圓形，東北、西南長約415公尺，東南、西北寬約278公尺。現存寨門3座、大部分寨牆、水井1口、牌坊1座、惜字亭1座。寨牆由條石砌成，總長約1457公尺，高約6.5公尺，厚2.8公尺。水井由條石砌成，井面呈四方形，井口為圓形，直徑0.7公尺。寨址中部為牌坊和惜字亭。
牌坊建於明萬曆八年（1580），為四柱三間三樓歇山式石質仿木結構，面闊5.9公尺，通高6.4公尺；牌坊前後兩面浮雕圖案構思巧妙，雕工精細，瑞獸、花卉、人物故事栩栩如生；其明間梁材刻有“雲端金闕萬曆庚辰冬山主大厚立，天下奇觀”等字。
惜字亭距牌坊約10公尺，建於清道光十三年（1833），通高5.8公尺，為五層六角形仿木結構石塔；塔基平面呈正方形，基座邊長1.77公尺，逐層向上縮小，各層均有各種浮雕圖案；第一層設焚字爐和造塔記，第二層刻捐建人名，第四層正面豎匾刻有“惜字亭”三字。
2006年，東林觀山寨遺址被瀘縣人民政府公佈為縣級文物保護單位。